# Oncotarget
Oncotarget ist eine wissenschaftliche Fachzeitschrift, die vom Impact-Journals-Verlag veröffentlicht wird. Derzeit erscheint die Zeitschrift mit sechs Ausgaben im Jahr. Es werden Arbeiten aus allen Bereichen der Onkologie veröffentlicht.
Der Impact Factor lag im Jahr 2015 bei 5,008. Nach der Statistik des ISI Web of Knowledge wird das Journal mit diesem Impact Factor in der Kategorie Onkologie an 36. Stelle von 213 Zeitschriften und in der Kategorie Zellbiologie an 34. Stelle von 184 Zeitschriften geführt.